# Popowice (Chwałowice)
Popowice – przysiółek wsi Chwałowice w Polsce, położony w województwie podkarpackim, w powiecie stalowowolskim, w gminie Radomyśl nad Sanem.
Dawniej wólka Chwałowic, a w XIX wieku gmina jednostkowa. Była to najdalej na północ wysunięta miejscowość Królestwa Galicji i Lodomerii po utrwaleniu się jej północnej granicy w 1809 roku (vide Bezirk Rozwadów).
W latach 1975–1998 miejscowość administracyjnie należała do ówczesnego województwa tarnobrzeskiego.